# Victorino Fabra Adelantado
Victorino Fabra Adelantado (Villahermosa del Río, Castellón, 1837 - 1907) fue un político español. Heredero de una saga familiar de políticos, fue presidente de la Diputación Provincial de Castellón, gobernador civil de varias provincias y diputado a Cortes durante la Restauración borbónica.

## Biografía
Victorino Fabra Adelantado perteneció a una familia de políticos. Sobrino de Victorino Fabra Gil, cacique liberal de la provincia de Castellón, fue también hermano de Hipólito y Plácido Fabra Adelantado. Desde 1858 trabajó como funcionario de la administración civil, empezando como auxiliar en la Administración de Hacienda de la Región de Murcia. En 1865 fue nombrado contador provincial y secretario interino de la Diputación Provincial de Castellón. En 1879 también fue nombrado presidente del Nuevo Casino de Castellón.
Miembro del Partido Liberal-Conservador, fue elegido diputado por el distrito de Lucena del Cid en las elecciones generales de 1879, pero dejó el escaño en 1880, al ser nombrado gobernador civil de la provincia de Cáceres. En 1882 fue nombrado gobernador civil de la provincia de Teruel, en 1885 de la provincia de Lugo y más tarde de la provincia de Burgos. En 1887 fue encargado de la dirección de la Compañía Arrendataria de Tabacos, el monopolio de Tabacalera en Castellón. En 1892 sucedió a su tío como jefe del Partido Conservador en la provincia de Castellón, de forma que desde entonces y hasta su muerte fue sucesivamente elegido diputado provincial, miembro de la diputación provincial por el distrito de Nules-Segorbe y presidente de la Diputación en los períodos 1897-1898, 1902 y 1903. En 1896 fue nombrado Jefe Superior de la Administración Civil.
Como otros conservadores, apoyó a Silvela en 1903, pero dos años después, en 1905, cambió y dio su apoyo a Antonio Maura. Miembro del sector más conservador del partido, se opondría siempre a cualquier pacto con los liberales. En 1890 recibió la Orden de Carlos III y la Orden de Isabel la Católica. Sus hijos, José y Luis Fabra Sanz, continuaron la carrera política familiar, y su nieto, Carlos Fabra Andrés, fue alcalde de Castellón de la Plana.